# Lipotriches oberthuerella
Lipotriches oberthuerella is een vliesvleugelig insect uit de familie Halictidae. De wetenschappelijke naam van de soort is voor het eerst geldig gepubliceerd in 1890 door Saussure.